# Hakol Over Habibi
 (хебр. הכל עובר חביבי) била је израелска поп група која је била активна у периоду између 1975. и 2002. године. Чланови групе су били Шломит Ахарон која је била главни вокал, Јувал Дор, Ами Манделман и Кики Ротштајн. На врхунцу популарности су били током 1980-их година када су у два наврата проглашавани за најбољу музичку групу године. 
Током скоро 30 година постојања група је објавила 10 студијских албума, 3 компилације и 2 албума уживо.  
Широј музичкој јавности ван Израела постали су познате након што су представљали Израел на Песми Евровизије у Даблину 1981. са песмом Halayla (у преводу Вечерас), где су са 56 освојених бодова заузели седмо место.